# Argentinië op de Olympische Zomerspelen 1900
Eén atleet uit Argentinië nam deel aan de Olympische Zomerspelen 1900 in Parijs, Frankrijk. Het was de eerste deelname van de Zuid-Amerikanen aan de moderne Spelen.

## Resultaten per onderdeel

### Schermen
| Olympiër      | Discipline | Resultaat | Prestatie                                                            |
| ------------- | ---------- | --------- | -------------------------------------------------------------------- |
| Eduardo Camet | degen (m)  | 5e        | 1e ronde: 2e groep M kwartfinale C: 2e halve finale B: 3e finale: 5e |

Argentinië · Australië · België · Bohemen · Brits-Indië · Canada · Cuba · Denemarken · Duitsland · Frankrijk · Griekenland · Groot-Brittannië · Haïti · Hongarije · Iran · Italië · Luxemburg · Mexico · Nederland · Noorwegen · Oostenrijk · Peru · Roemenië · Rusland · Spanje · Verenigde Staten · Zweden · Zwitserland · Gemengde teams